# Chalinek (jezioro)
Chalinek – jezioro w woj. wielkopolskim, w powiecie międzychodzkim, w gminie Sieraków, leżące na terenie Pojezierza Poznańskiego.

## Dane morfometryczne
Powierzchnia zwierciadła wody według różnych źródeł wynosi od 12,5 ha do 15,1 ha.
Zwierciadło wody położone jest na wysokości 35,3 m n.p.m. lub 36,7 m n.p.m. Średnia głębokość jeziora wynosi 2,7 m, natomiast głębokość maksymalna 6,0 m.